# Lillian Dube
Lillian Dube (22 ottobre 1945) è un'attrice sudafricana.

## Biografia
Ha interpretato Masebobe nella soap opera Generations e diversi ruoli in alcuni film per il cinema.
Nel 2017 ha ottenuto il dottorato onorario in "Drama and Film Production" all'università di tecnologia nella Municipalità metropolitana di Tshwane.

## Vita privata
Nel 2007 all'attrice è stato diagnosticato un tumore alla mammella, da cui è guarita nel 2008. Nel 2015 si è nuovamente ammalata di cancro.

## Filmografia

### Cinema
- Sweet 'n Short, regia di Gray Hofmeyr (1991)
- Yankee Zulu, regia di Gray Hofmeyr (1993)
- Alla ricerca dello stregone (A Good Man in Africa), regia di Bruce Beresford (1994)
- Terra amata (Cry, the Beloved Country), regia di Darrell Roodt (1995)
- Hearts & Minds, regia di Ralph Ziman (1995)
- Cape of Good Hope, regia di Mark Bamford (2004)
- In My Country (Country of My Skull), regia di John Boorman (2004)
- Susanna Van Bijion, regia di Bromley Cawood (2010)
- Paradise Stop, regia di Jann Turner (2011)
- Fanie Fourie's Lobola, regia di Henk Pretorius (2013)
- The Forgotten Kingdom, regia di Andrew Mudge (2013)
- Mia e il leone bianco (Mia et le lion blanc), regia di Gilles de Maistre (2018)
- Looking for love, regia di Adze Ugah (2018)

### Televisione
- Generations - serie TV (1989-1991)
- Skwizas - serie TV (2000)
- Soul City - serie TV (1994-2015)
- Taryn & Sharon - serie TV (2017)

## Riconoscimenti
Ha vinto due volte il premio Golden Globe come miglior attrice.

## Doppiatrici italiane
Nelle versioni in italiano dei suoi lavori, Lillian Dube è stata doppiata da:
- Ludovica Modugno in Mia e il leone bianco[13]